# Лоджия дель-Консильо (Падуя)
Лоджия дель-Консильо (Лоджия Совета), также известная как Лоджия делла-Гран-Гуардиа — здание эпохи Возрождения с видом на площадь Синьории в Падуе. Строительство лоджии было начато в 1491 году для Большого совета (итал. Gran Consiglio) города. Проект здания был представлен архитектором Аннибале Магги, а строительство лоджии было завершено в 1536 году под руководством Джованни Марии Фальконетто. Зал верхнего этажа был расписан фресками Пьера Антонио Торри в 1667 году. Во время австрийского господства он стал резиденцией «Великой гвардии» — военной комендатуры города.

## История

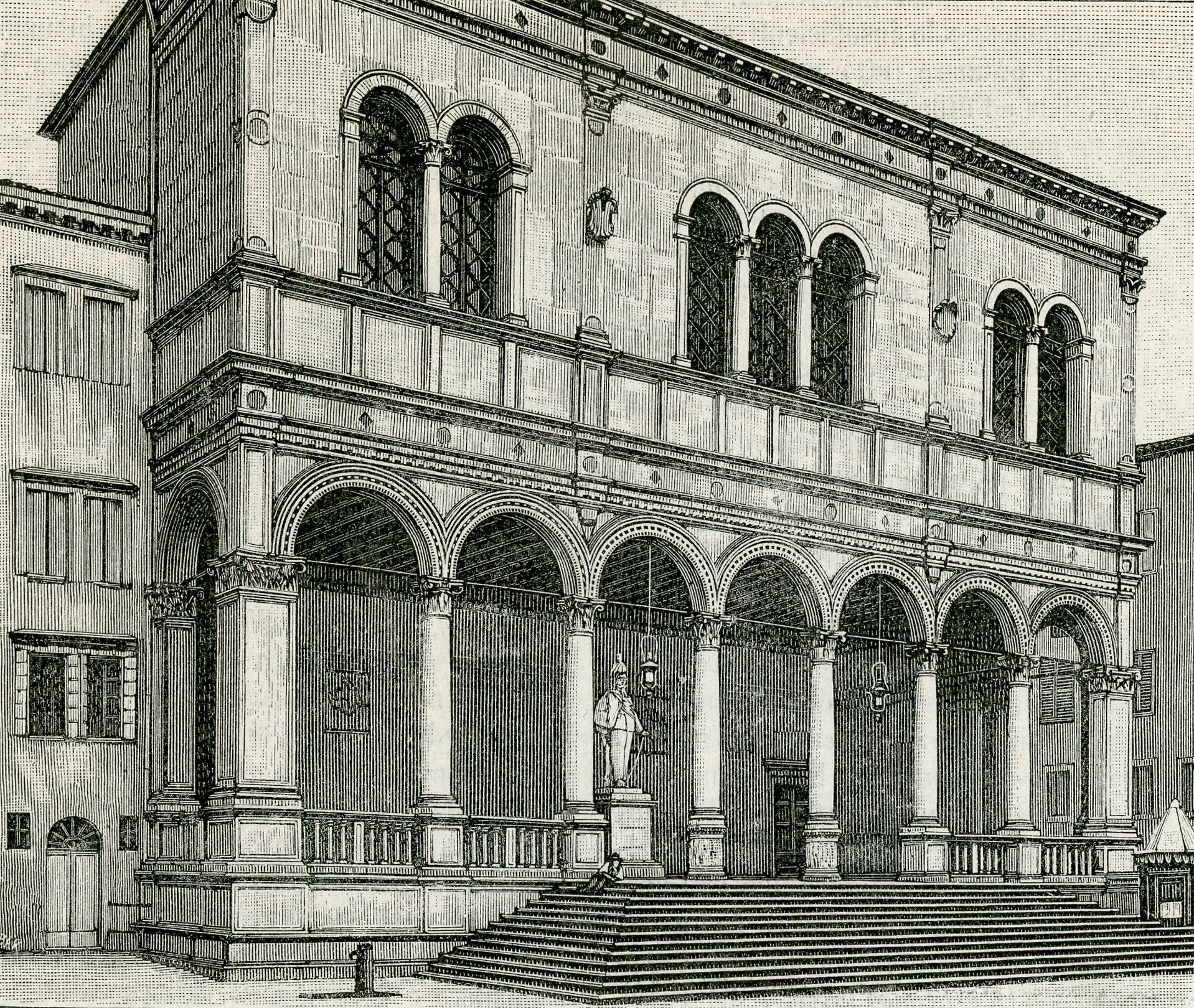
Статуя короля Витторио Эмануэле II, установленная в портике лоджии в 1882 году и перенесенная в ротонду Эседра в 1938 году (гравюра на дереве XX века).

### Заказчик
Заказчиком строительства лоджии выступил Совет Падуи — политическая и дворянская элита города Падуи. По традиции того времени заказ сделан на строительство лоджии, фундаментального элемента архитектуры гражданских учреждений значительных городов, свидетельство политико-культурной роли города. Эта прямо сформулировано при одобрении проекта: предусматривается «constructe dicti operis ad […] Decorationum et commodum huius Magnifice Comunitatis» (построить указанное сооружение для […] украшения и удобства этого Великолепного сообщества).

### Выбор проекта
25 февраля 1496 года был проведён архитектурный конкурс — главный первый этап в истории здания, когда Совету были предложены и поставлены на голосование три проекта: мастера Лоренцо ди Симоне, мастера Пьетро Антонио да Лендинара и Аннибале Магги да Бассано. Традиция приписывает авторство проекта новой штаб-квартиры Совета Аннибале, но, большинство историков, анализируя информацию о его жизни, учитывая его богатую семью и прочные связи с городской администрацией, выражают сомнения, что Аннибале в возрасте около 70 лет разработал проект единолично, скорее он выступил авторитетным лицом команды архитекторов.

### Строительство
В строительстве лоджии были задействованы важные фигуры того времени: Биасио Бигойо, каменщик из Феррары, Лоренцо ди Симоне, также каменщик, Бастиано и его сын Мартино, руководившие кузнечной и комнерезной мастерскими, специалисты по строительству террас, в том числе Даниэле даль Терраццо, и несколько венецианских строителей .
Аннибале следил за строительством до своей смерти в 1504 году, хотя в основном мастера выполняли свою работу скоординировано по времени, но в условиях взаимной автономии. Кроме того, каждое решение строителей подвергалось проверке комиссией заказчиков, члены которой выбирались из числа членов Гражданского совета.
В 1498 году был заложен фундамент здания. В этот период продолжалось обсуждение и корректировка проекта. Для решения вопросов Совет полагался на мнение авторитетов Падуи того времени, таких как Паоло Тревизан Подеста или Якопо Забарелла. Строительство активно шло до начала войны Камбрейской лиги.
В период между 1509 и 1518 годами Падуя переживала сложный период, город выступил на стороне Венеции, но в июле того же года подвергся разграблению венецианскими войсками. Работы были возобновлены лишь в 1516 году, и в 1517 году здание лоджии было достроено. Украшение лоджии декоративными элементами завершено в 1524 году Джованни Минелло, признанным падуанским скульптором.
В 1526 году зал был готов для заседаний Совета, но окончательно строительство завершилось в 1536 году. В этот период, помимо декоративных элементов фасада, наиболее впечатляющей частью которого является истрийская каменная балюстрада, началась роспись внутренних помещений мастерами Пьера Антонио Торри из Болоньи. Последней значительной работой стала замена лестничных ступеней, ведущих в лоджию, выполненная Пьеро Тальяпьетрой в Венеции.
Здание Совета со временем подвергалось незначительным вмешательствам: каменные своды крыши покрыли свинцовыми листами, в 1667 году были созданы фрески и разобран камин в центральном зале. Во второй половине XVIII века подверглась ремонту лестница лоджии. С начала XIX века здание утратило всякое политическое и административное значение. Во время австрийского господства (1813—1848) здание использовалось для размещения военной комендатуры, откуда закрепилось второй название Гран-Гуардия. В 1866 году австрийцы вернули здание муниципалитету и с тех пор оно используется для проведения культурных мероприятий.

## Описание

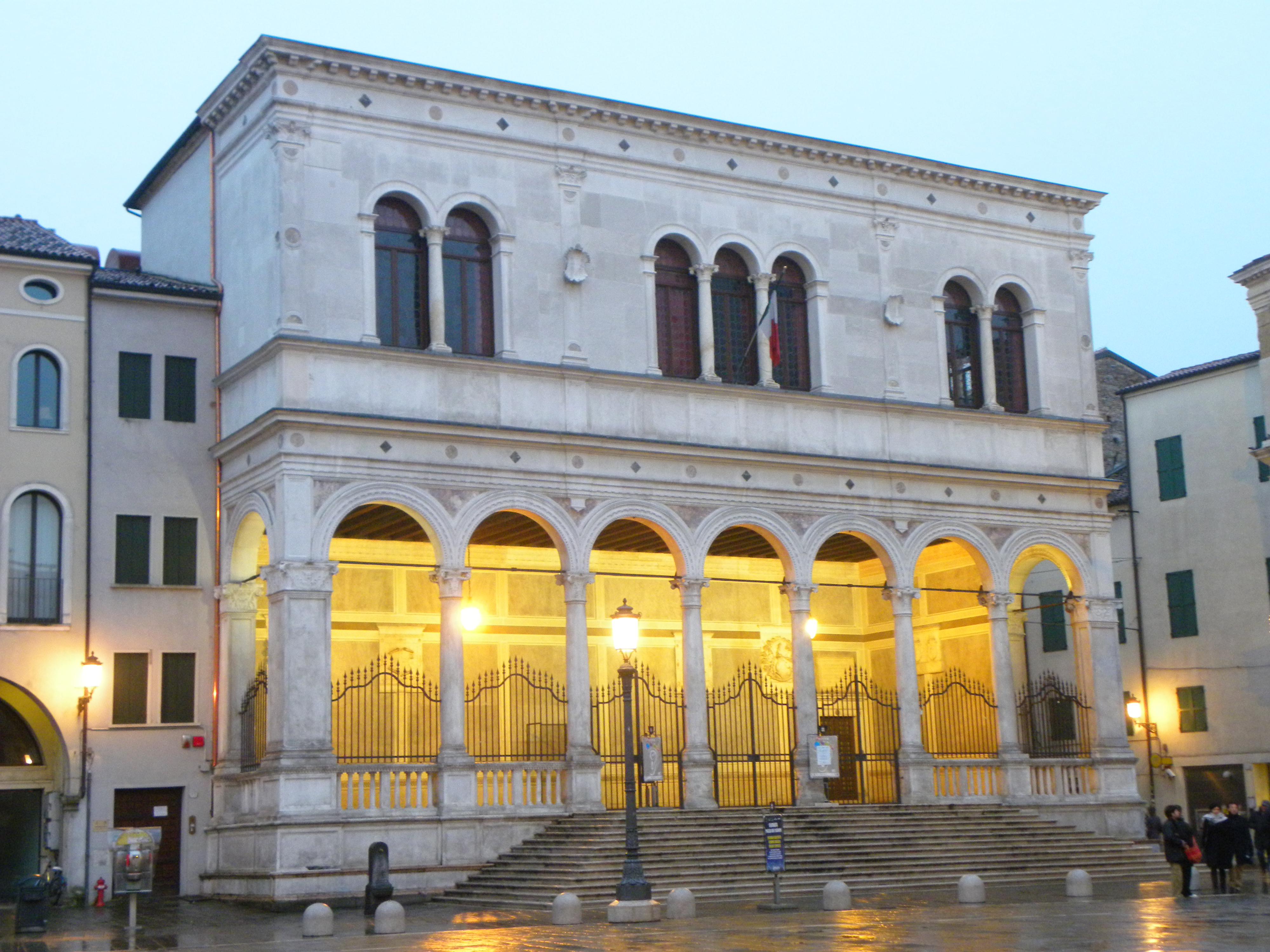
Фасад Лоджии Совета

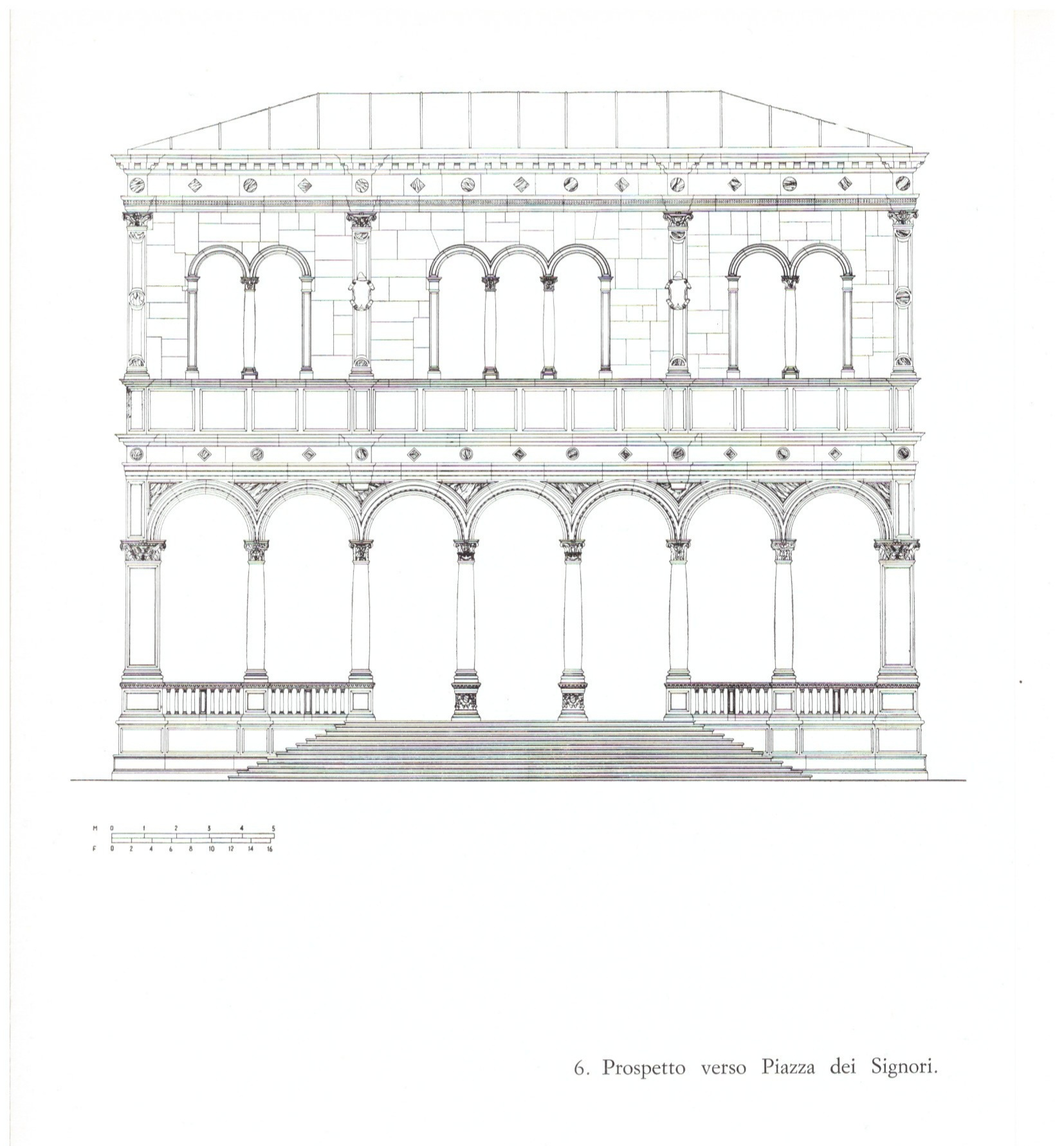
Главный фасад

Интерьер здания выстроен вокруг единственной большой лестницы, ведущей в зал заседаний городского совета. Стены просторного верхнего зала украшены фресками XVII века. С промежуточной площадки лестницы есть еще один лестничный марш, который позволял членам совета и депутатам получить доступ к двум служебным помещениям, прилегающим к главному залу, используемым как место встреч должностных лиц до и после заседаний.
Лоджия Гран-Консильо расположено на углу улицы Виа-дель-Монте-ди-Пьета и площади Синьории, с главным фасадом в сторону площади и более строгим западным фасадом.
Парадный фасад полностью сложен из истрийского камня, включая скульптуры капителей и балюстрад, колонны, обналичку окон и фризы, фасад стал одним из первых примеров в Падуе, когда камень теряет свой структурный характер и превращается в декоративный элемент.
Декоративный рисунок и венчание здания окружностями и ромбами выполнен Джованни Марией Фальконетто, в которых прослеживается влияние архитекторов Венето, например, Мауро Кодуччи, автора лестницы в школе Сан-Джованни Евангелиста в Венеции (1498).
В отличие от фасада на площади, западная сторона представляет собой заметный контраст между истрийским камнем и грубым и плоским тесаным камнем из эвганского трахита. Рисунок этой серой массы смягчен тонкой белой расшивкой.

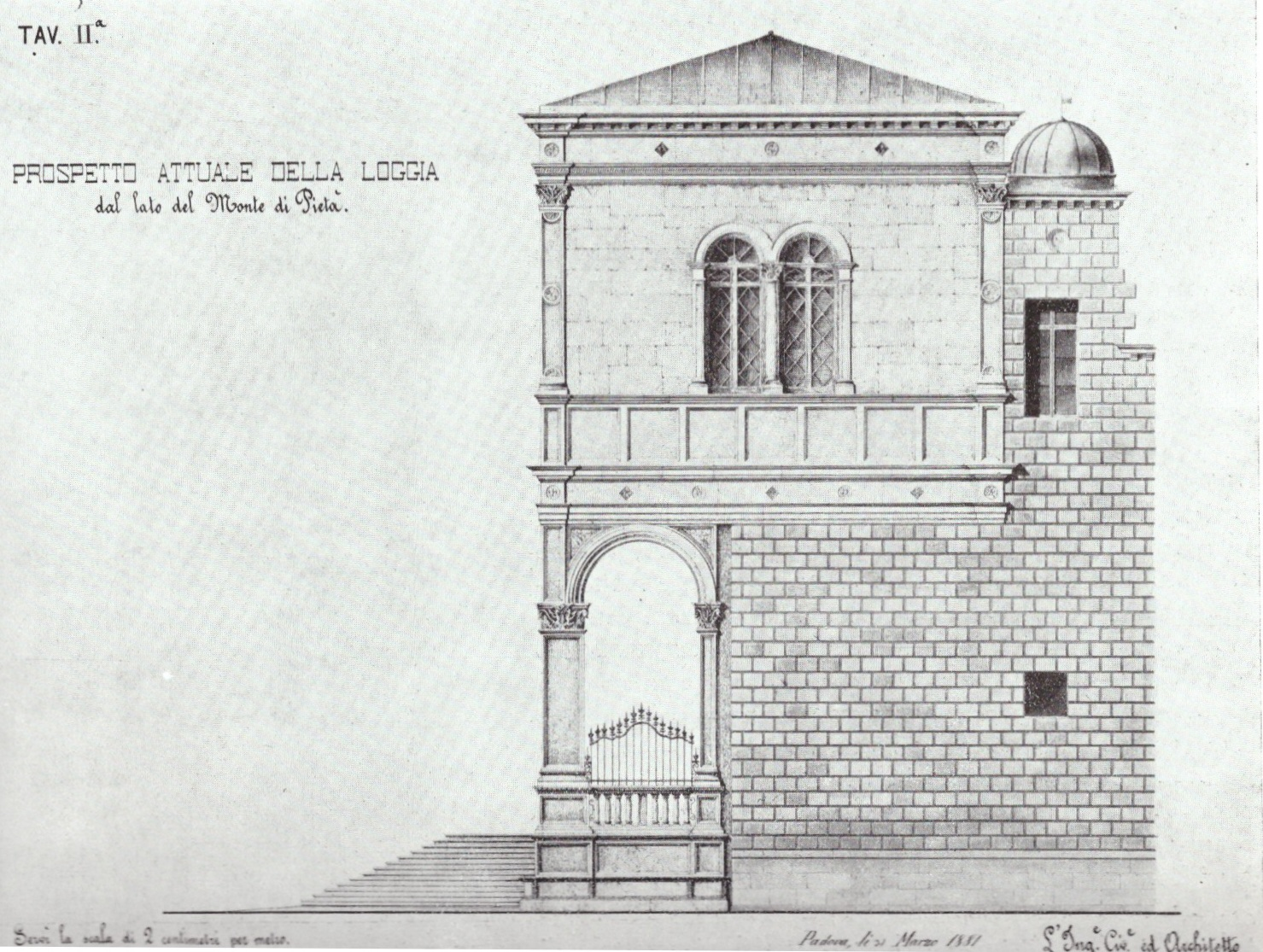
Фасад улицы Виа дель Монте ди Пьета.